# Seznam uměleckých realizací ve veřejném prostoru v Motole
Seznam uměleckých realizací v Motole v Praze 5 obsahuje tvorbu výtvarných umělců umístěnou ve veřejném prostoru v katastrálním území Motol. Seznam je řazen podle ulic a nemusí být úplný.

## Seznam uměleckých realizací
| Název                                                             | Fotografie                                                                   | Lokace                                                 | Autor                                                   | Rok       | Popis                                        | Poznámka                                                   |
| ----------------------------------------------------------------- | ---------------------------------------------------------------------------- | ------------------------------------------------------ | ------------------------------------------------------- | --------- | -------------------------------------------- | ---------------------------------------------------------- |
| Dívka s ptáčkem                                                   | Kategorie „Fontána (Peter Oriešek)“ na Wikimedia Commons                     | Lékařská 50°4′27,41″ s. š., 14°21′19,31″ v. d.         | Peter Oriešek (1941–2015) Dana Vachtová (*1937)         | 1989      | socha, kašna; bronz, beton                   | Státní ústav národního zdraví zahrada                      |
| Reliéfní keramická stěna a keramická fontána pro motel Stop/Garni |                                                                              | Plzeňská 103/215c 50°4′0,32″ s. š., 14°20′41,57″ v. d. | Vladimír Kýn (1923–2004)                                | 1978      | dekorativní stěna, fontána, reliéf; keramika | průčelí motelu                                             |
| Dvě porcelánové stěny                                             |                                                                              | Roentgenova 37/2 50°4′29,34″ s. š., 14°21′15,16″ v. d. | Ivan Jelínek (*1951)                                    | 1989      | dekorativní stěna, porcelán                  | Nemocnice Na Homolce lůžková část                          |
| Keramická stěna                                                   |                                                                              | Roentgenova 37/2 50°4′28,42″ s. š., 14°21′15,24″ v. d. | Eva Heřmanská (*1950)                                   | 1988      | dekorativní stěna, keramika                  | Nemocnice Na Homolce chirurgické oddělení                  |
| Keramické reliéfy                                                 |                                                                              | Roentgenova 37/2 50°4′27,46″ s. š., 14°21′14,27″ v. d. | Václav Šerák (*1931)                                    | 1988–1989 | reliéf, keramika                             | Nemocnice Na Homolce rehabilitační oddělení                |
| Mladé děvče                                                       | Kategorie „Dívka (Zdeněk Krybus)“ na Wikimedia Commons                       | Roentgenova 37/2 50°4′27,36″ s. š., 14°21′11,5″ v. d.  | Zdeněk Krybus (1923–2007)                               | 1989      | socha, bronz                                 | Nemocnice Na Homolce zahrada                               |
| Radost                                                            |                                                                              | Roentgenova 37/2 50°4′29,88″ s. š., 14°21′14,93″ v. d. | Jiřina Adamcová (1927–2019)                             | 1988–1989 | mozaika, sklo 300×1000 cm                    | Nemocnice Na Homolce kartotéka                             |
| Fontána s plastikou                                               | Kategorie „Fontána (Zbyněk Runczik)“ na Wikimedia Commons                    | Roentgenova 37/2 50°4′32,01″ s. š., 14°21′15,64″ v. d. | Zbyněk Runczik (*1941)                                  | 1989      | socha; mramor, žula, korozivzdorná ocel      | Nemocnice Na Homolce vchod                                 |
| Plastika se srdcem a navigátorem katetrů                          | Kategorie „Sculpture with heart and catheter navigator“ na Wikimedia Commons | Roentgenova 37/2 50°4′26,87″ s. š., 14°21′10,23″ v. d. | Michal Moravec (*1951)                                  | 2023      | sochařsky dotvořený vyřazený přístroj        | Nemocnice Na Homolce exteriér                              |
| Cow 68 (†)                                                        |                                                                              | V Úvalu 84/1 50°4′26,09″ s. š., 14°20′28,33″ v. d.     | Tereza Talichová                                        | 2004      | socha                                        | CowParade Praha 2004; Nemocnice Motol                      |
| Děti (†)                                                          |                                                                              | V Úvalu 84/1 50°4′25,49″ s. š., 14°20′36,52″ v. d.     | Vendelín Zdrůbecký (1923–1986) Jan Václav Hampl (*1929) | 1976–1978 | socha, vápenec                               | Nemocnice Motol, odstraněno                                |
| Dětské hry (†)                                                    | Kategorie „Dětské hry (Věra Beránková-Ducháčková)“ na Wikimedia Commons      | V Úvalu 84/1 50°4′26,09″ s. š., 14°20′28,33″ v. d.     | Věra Beránková-Ducháčková (1909-1994)                   | 1962      | socha, sádra                                 | Nemocnice Motol; přemístěno do Zoo Praha v Troji (obrázek) |
| Kytice (†)                                                        |                                                                              | V Úvalu 84/1 50°4′26,47″ s. š., 14°20′34,57″ v. d.     | Marta Taberyová (*1930)                                 | 1976      | socha, keramika                              | Nemocnice Motol, odstraněno                                |
| Mateřství                                                         | Kategorie „Matka (Miroslav Hudeček)“ na Wikimedia Commons                    | V Úvalu 84/1 50°4′25,11″ s. š., 14°20′36,26″ v. d.     | Miroslav Hudeček (*1935) Olga Hudečková (*1936)         | 1974      | socha, kámen                                 | Nemocnice Motol                                            |
| Matka a dítě                                                      | Kategorie „Mother and Child by Lea Vivot (Prague)“ na Wikimedia Commons      | V Úvalu 84/1 50°4′26,73″ s. š., 14°20′29,87″ v. d.     | Lea Vivot (*1948)                                       |           | socha, bronz                                 | Nemocnice Motol                                            |
| Péče o děti                                                       | Kategorie „Péče o děti (Jiří Kryštůfek)“ na Wikimedia Commons                | V Úvalu 84/1 50°4′28,28″ s. š., 14°20′28,46″ v. d.     | Jiří Kryštůfek (1932–2014)                              | 1976–1977 | socha, bronz                                 | Nemocnice Motol                                            |
| Tanec                                                             |                                                                              | V Úvalu 84/1 50°4′26,71″ s. š., 14°20′28,29″ v. d.     | Jan Nušl (1900–1986) Rudolf Polák (*1933)               | 1960–1969 | dekorativní plastika, tombak                 | Nemocnice Motol; původní vstup do atria nemocnice          |
| Vejce                                                             |                                                                              | V Úvalu 84/1 50°4′26,64″ s. š., 14°20′28,69″ v. d.     | Lea Vivot (*1948)                                       |           | plastika, bronz                              | Nemocnice Motol                                            |
| Vzepětí ke zdraví                                                 | Kategorie „Vzepětí ke zdraví (Martin Sladký)“ na Wikimedia Commons           | V Úvalu 84/1 50°4′26,09″ s. š., 14°20′28,33″ v. d.     | Martin Sladký (1920–2015)                               | 1977      | mozaika, sklo                                | Nemocnice Motol interiér                                   |
| Zvířátka                                                          | Kategorie „Zvířátka (Václav Frydecký)“ na Wikimedia Commons                  | V Úvalu 84/1 50°4′23,77″ s. š., 14°20′34,22″ v. d.     | Milan Vácha (*1944) (Václav Frydecký?)                  |           | socha, pískovec                              | Nemocnice Motol hřiště dětského oddělení                   |
| neuveden                                                          |                                                                              | V Úvalu 84/1 50°4′28,08″ s. š., 14°20′38,88″ v. d.     | neuveden                                                | 1980–1989 | reliéf, keramika                             | Nemocnice Motol LDN                                        |
| Sedící dívka                                                      |                                                                              | Za Opravnou 50°4′4,24″ s. š., 14°19′49,32″ v. d.       | J. Eisler František Häckel (*1937)                      | 1985      | socha, bronz                                 | park                                                       |